# Ignác
Ignác est un prénom hongrois masculin, équivalent d'Ignace.

## Personnalités portant ce prénom
- Ignác Alpár, (1855—1928) architecte hongrois.
- Ignác Batthyány, (1741-1798) évêque de Transylvanie.
- Ignác Fábry, (1792-1867) évêque de Košice.
- Ignác Kolisch, (1837-1889) homme d'affaires, un journaliste et un maître du jeu d'échecs d'origine juive hongroise.
- Ignác Török, (1795-1849) général hongrois.
- Ignácz Gyulay, (1763-1831) feld-maréchal autrichien.
- Pour l'ensemble des articles sur les personnes portant ce prénom, consulter :
  - la liste des articles dont le titre commence par ce prénom
  - les listes produites par Wikidata : Liste des personnes de prénom « Ignác » — même liste en incluant les éventuels prénoms composés qui contiennent « Ignác ».